# Пол Гартманн
Пол Гартманн (дан. Poul Hartmann, 1 травня 1878 — 29 червня 1969) — данський академічний веслувальник.
Олімпійський чемпіон 1912 року в складі розпашної четвірки зі стерновим з внутрішніми кочетами.